# Ангеліка Хельман

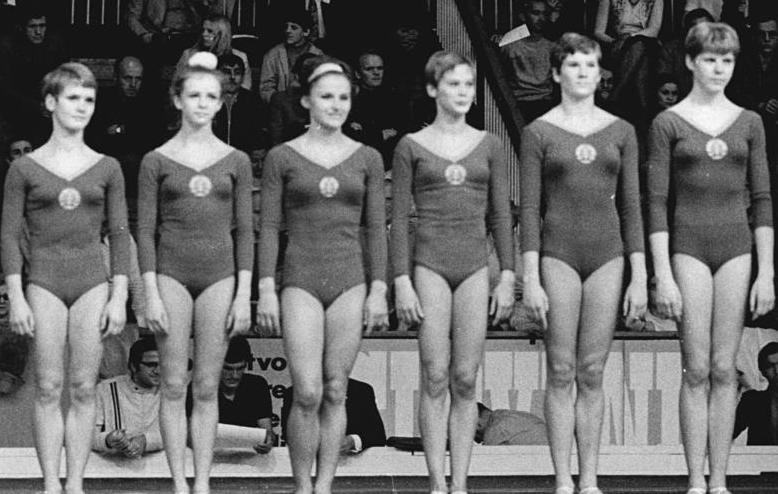
Команда гімнасток НДР на чемпіонаті світу зі спортивної гімнастики в Любляні в 1970 році, зліва направо: Карін Янц, Ріхарда Шмайсер, Еріка Цухольд, Ангеліка Хельман, Маріанна Ноак і Христина Шмітт

Ангеліка Хельман (нім. Angelika Hellmann народ. 10 квітня 1954) — східнонімецька (з НДР) спортивна гімнастка. Срібна медалістка Олімпійських ігор 1972 року в Мюнхені (в команді) і бронзова медалістка Олімпійських ігор 1976 року в Монреалі (теж в команді). Неодноразова призерка чемпіонатів світу та Європи, в тому числі чемпіонка Європи 1973 року в опорному стрибку.
Вихованка клубу SC Dynamo Berlin.
У вересні 1976 роки (після Олімпіади в Монреалі) була нагороджена орденом «За заслуги перед Вітчизною» в бронзі (3-й ступеня).